# 蘭開斯特縣 (賓夕法尼亞州)
蘭開斯特縣（英語：Lancaster County）是美国宾夕法尼亚州東南部的一個縣，南鄰马里兰州。成立於1729年5月10日。面積2,548平方公里。2005年共有人口490,562。縣治蘭開斯特。縣名是來自一位早期移民的故鄉—英国的蘭開斯特。
當地土地肥沃，農業發達，亦成為阿米什人最大的聚居點之一。
该县有时被昵称为美国花园点或宾夕法尼亚荷兰国家，截至2020 年人口普查，人口为 552,984 人。它的县城是兰开斯特。兰开斯特县包括宾夕法尼亚州兰开斯特大都会统计区。
兰开斯特县是一个旅游胜地，其阿米什社区是一个主要景点。与流行的看法相反，“宾夕法尼亚荷兰语”中的“荷兰语”一词并非误译，而是宾夕法尼亚德语地名Deitsch的误译，意思是“宾夕法尼亚荷兰语/德语”或“德语”。最后，术语 Deitsch、Dutch、Diets和Deutsch都是原始日耳曼语单词*þiudiskaz的同源词，意思是“流行”或“人民的”。宾夕法尼亚荷兰人在19世纪继续使用“Dutch”而不是“German”作为一种区别于后来（1830年后）德国移民美国浪潮的方式，宾夕法尼亚荷兰人指的是他们自己作为Deitsche，对德国人来说是Deitschlenner（字面意思是“Germany-ers”，比较Deutschland-er），他们将其视为相关但不同的群体。
阿米什人的祖先在18世纪初开始移民到宾夕法尼亚殖民地，以利用威廉佩恩提供的宗教自由。他们也被该地区肥沃的土壤和温和的气候所吸引。1710年，为了逃避宗教迫害，法国胡格诺派教徒也被宗教自由的承诺所吸引，在该地区定居。还有大量的英国人、威尔士人和阿尔斯特苏格兰人（在英国也被称为苏格兰-爱尔兰人群落）。

## 历史
成为兰开斯特县的地区是威廉佩恩1681年宪章的一部分。约翰·肯纳利 (John Kennerly) 于1691年从宾夕法尼亚大学收到了第一份记录在案的契据。虽然据说马蒂亚斯·克雷德 (Matthias Kreider) 早在1691年就在该地区，但没有证据表明任何欧洲人在1710年之前就在兰开斯特县定居。
兰开斯特县在1729年5月10日之前一直是宾夕法尼亚州切斯特县的一部分，当时它被组织为该殖民地的第四个县。它以英国兰开夏郡的兰开斯特市命名，该市是早期定居者约翰·赖特 ( John Wright)的故乡。随着定居点的增加，其他六个县随后由直接从兰开斯特县全部或部分取得的领土组成：伯克县（1752年）、坎伯兰县（1750年）、多芬县（1785年）、黎巴嫩县（1813年）、诺森伯兰县（1772年）和约克县（1749年）。这六个县依次形成了许多其他县。

### 马里兰-宾夕法尼亚边界争端
宾夕法尼亚州与马里兰州就该省和兰开斯特县的南部边界问题长期存在争议。九年的武装冲突伴随着马里兰州-宾夕法尼亚州的边界争端，这场争端始于1730年横跨萨斯奎哈纳河的莱特渡口建成后不久。巴尔的摩勋爵认为，他对马里兰州的授予延伸到了北纬40度线。这大约在今天的兰开斯特和宾夕法尼亚州威洛街镇之间。这条分界线会导致费城被包括在马里兰州。
新的定居者开始穿越萨斯奎哈纳河。1730年，莱特渡轮服务获得许可并正式开始运营。从1730年中期开始，Thomas Cresap作为巴尔的摩勋爵的代理人，开始没收位于今宾夕法尼亚州Peach Bottom和哥伦比亚附近的新定居农场（当时还没有命名，但它最初被称为“莱特渡口”，如地图所示）。巴尔的摩勋爵相信他在他的许可下控制了这片土地，因此想要从这些土地上获得收入。他相信自 1721年以来他就在萨斯奎哈纳河西岸建立了可防御的领土主张，并且他的领地和赠与地延伸至北40度。如果他允许宾夕法尼亚人在他的土地上定居而不作出反应，那么他们的占地将构成反诉。
Cresap在John Wright's的下游上游Conejohela建立了第二个渡口，靠近 Peach Bottom。他要求定居者要么搬出，要么向马里兰州支付右岸土地的费用。定居者认为，根据宾夕法尼亚州的拨款，他们已经拥有这些权利。Cresap通过破坏农场和杀死牲畜来驱赶定居者；他驱逐了约克南部和兰开斯特县的定居者。他把废弃的土地分给了他的追随者。如果追随者被兰开斯特当局逮捕，马里兰人会把他从监狱里解救出来。
巴尔的摩勋爵于1733年通过谈判达成妥协，但克雷萨普无视并继续他的袭击。1734年，一名副手被派去逮捕他，克雷萨普在门口将他杀死。宾夕法尼亚州州长要求马里兰州以谋杀罪逮捕克雷萨普；马里兰州州长转而任命他为民兵队长。1736年，克雷萨普终于被捕；他被关押到1737年，当时国王出面干预。1750年，法院裁定，巴尔的摩勋爵因未能与定居者一起开发这片土地而丧失了他对20英里（32公里）长的土地的权利。1767年，新的宾夕法尼亚-马里兰边界由梅森-狄克逊线正式确立。

## 地理
根据美国人口普查局的数据，该县总面积为984平方英里（2,550平方公里），其中944平方英里（2,440平方公里）为陆地，40平方英里（100平方公里）（4.1%）为水域.

### 邻近县
- 黎巴嫩县（北部）
- 伯克郡（东北部）
- 道芬縣（西北）
- 马里兰州塞西尔县（南部）
- 马里兰州哈福德縣（西南）
- 切斯特县（东部）
- 约克县（西部)

## 人口
| 调查年                                                          | 人口    | 备注 | %±    |
| --------------------------------------------------------------- | ------- | ---- | ----- |
| 1790                                                            | 36,081  |      | —     |
| 1800                                                            | 43,403  |      | 20.3% |
| 1810                                                            | 53,927  |      | 24.2% |
| 1820                                                            | 68,336  |      | 26.7% |
| 1830                                                            | 76,631  |      | 12.1% |
| 1840                                                            | 84,203  |      | 9.9%  |
| 1850                                                            | 98,944  |      | 17.5% |
| 1860                                                            | 116,314 |      | 17.6% |
| 1870                                                            | 121,340 |      | 4.3%  |
| 1880                                                            | 139,447 |      | 14.9% |
| 1890                                                            | 149,095 |      | 6.9%  |
| 1900                                                            | 159,241 |      | 6.8%  |
| 1910                                                            | 167,029 |      | 4.9%  |
| 1920                                                            | 173,797 |      | 4.1%  |
| 1930                                                            | 196,882 |      | 13.3% |
| 1940                                                            | 212,504 |      | 7.9%  |
| 1950                                                            | 234,717 |      | 10.5% |
| 1960                                                            | 278,359 |      | 18.6% |
| 1970                                                            | 319,693 |      | 14.8% |
| 1980                                                            | 362,346 |      | 13.3% |
| 1990                                                            | 422,822 |      | 16.7% |
| 2000                                                            | 470,658 |      | 11.3% |
| 2010                                                            | 519,445 |      | 10.4% |
| 2020                                                            | 552,984 |      | 6.5%  |
| 2021年估计                                                      | 553,652 |      | 0.1%  |
| U.S. Decennial Census 1790–19601900–1990 1990–20002010–20192020 |         |      |       |

### 2020年人口普查
| 种族                       | 人口数  | 占比   |
| -------------------------- | ------- | ------ |
| 白人 (非拉丁裔)            | 440,613 | 79.68% |
| 非裔美国人 (非拉丁裔)      | 19,536  | 3.53%  |
| 美洲原住民 (非拉丁裔)      | 522     | 0.01%  |
| 亚裔美国人 (非拉丁裔)      | 13,939  | 2.52%  |
| 太平洋岛民 (非拉丁裔)      | 110     | 0.02%  |
| 混血/多种族身份 (非拉丁裔) | 17,093  | 3.1%   |
| 拉丁裔美国人               | 61,171  | 11.1%  |